# 랑야방지풍기장림
《랑야방지풍기장림》(중국어 간체자: 琅琊榜之风起长林, 정체자: 瑯琊榜之風起長林, 병음: Láng yá bǎng zhī fēng qǐ cháng lín 랑야방즈펑치창린[*], 영어: Nirvana in Fire 2 너바나 인 파이어 2[*])은 중국의 텔레비전 드라마.

## 등장 인물
| - 황샤오밍 : 소평장(蕭平章) 역 - 류하오란(刘昊然) : 소평정(蕭平旌) 역 - 퉁리야 : 몽천설(蒙淺雪) 역 - 장후이원(张慧雯, 황양톈톈 黄杨钿甜) : 임해(林奚) 역 - 우하오천(吴昊宸) : 소원계(蕭元啟) 역 - 진쩌하오(金泽灏) : 악은천(岳銀川) 역 - 차오신(乔欣) : 순안여(荀安茹) 역 - 류쥔(刘钧) : 양황제(梁帝) 역 - 메이팅(梅婷) : 순황후(荀皇后) 역 - 후셴쉬(胡先煦) : 소원시(蕭元時) 역 | - 쑨춘(孙淳) : 소정생(蕭庭生) 역 - 리빈(李斌) : 녕왕(寧王) 역 - 원징(文静) : 숙비(淑妃) 역 - 류린(刘琳) : 래양태부인(萊陽太夫人) 역 - 장보(张博) : 순비잔(荀飛盞) 역 - 곽경비 : 복양영(濮陽纓) 역 - 유융(尤勇) : 송부(宋浮) 역 - 웨양(岳旸) : 장부윤(張府尹) 역 - 샤판(夏凡) : 동청(東靑) 역 - 둥웨린(董月麟) : 기침(紀琛) 역 |